# Toshikatsu Yamamoto
Toshikatsu Yamamoto (Japans: 山元病院, Yamamoto Toshikatsu) (Nichinan (Miyazaki), 15 december 1929) is een Japanse anesthesist en acupuncturist. Yamamoto verwierf bekendheid vanwege zijn onderzoek op het gebied van de neuroacupunctuur. Hier heeft hij een atlas ontwikkeld van punten op de schedel die ingezet kunnen worden bij de behandeling van bijvoorbeeld chronische pijnen en bepaalde vormen van verlammingen.
Yamamoto promoveerde in 1956 aan de Nippon Medical School in Tokyo. Hij studeerde af op de vakgebieden chirurgie, anesthesie en verloskunde in New York en Keulen. In de jaren 60 ontwikkelde hij de Yamamoto New Scalp Acupuncture (YNSA) die vooral bij pijnziektes en neurologische ziektes ingezet wordt. Yamamoto onderwijst de YNSA ook in Europa, bijvoorbeeld voor verschillende vakgenootschappen voor acupunctuur in onder andere Duitsland en België.